# لقلقي أحادي الزهرة
لقلقي أحادي الزهرة (الاسم العلمي: Pelargonium uniflorum) هو نوع من النباتات يتبع جنس اللقلقي من الفصيلة الغرنوقية.